# Cserneczky József
Cserneczky József (19. század) újságíró.

## Élete
Neve a híres Conversations-Lexicon-perben lett ismeretes. Amikor Wigand Ede 1830. február 6. kiadta a Közhasznú Esméretek Tára programját, egyik mutatványcikk alatt Cserneczky neve is előfordult; Bajza József a Figyelmeztetés című röpiratában megtámadta Wigand vállalatát, és Cserneczky cikkét kegyetlenül tönkretette; erre Cserneczky február 23. mint szerkesztő kiadta Feleletét, azután még többen is hozzászóltak a perhez. Cserneczky ezalatt – úgy látszik – otthagyta a Közhasznú Esméretek Tárát, és a Sas című folyóiratot szerkesztette 1831-ben Pesten Thaisz Andrással, de a III. kötettel május 2. ezt a vállalatot is elhagyta, és Kassára ment, ahol a Szemlélő című szépirodalmi és művészeti lapot szerkesztette Kovacsóczyval együtt 1833. július 1-jétől december 27-éig, amikor a lap megszűnt. Több cikket írt bele Cserneczky aláírással.